# Rijssen-Holten
Rijssen-Holten (baix alemany Riesn-Hooltn) és un municipi de la província d'Overijssel, al centre-est dels Països Baixos. L'1 de gener de 2009 tenia 36.885 habitants repartits per una superfície de 94,40 km² (dels quals 0,23 km² corresponen a aigua). Limita al nord amb Hellendoorn, al nord-oest amb Raalte, a l'oest amb Deventer, a l'est amb Wierden, i al sud amb Hof van Twente i Lochem (Gelderland).

## Centres de població
| Nom       | Població |
| --------- | -------- |
| Rijssen   | 27.910   |
| Holten    | 8.380    |
| Espelo    | 380      |
| Total     | 36.670   |
| Font: CBS |          |

## Política
| Partit           | %     | Regidors |
| SGP              | 24,57 | 6        |
| CDA              | 19,17 | 5        |
| PvdA             | 18,19 | 5        |
| ChristenUnie     | 16,92 | 4        |
| Gemeentebelangen | 10,79 | 3        |
| VVD              | 10,36 | 2        |
| Total            | 79,35 | 25       |